# 브뤼셀 자유 대학교 (프랑스어)

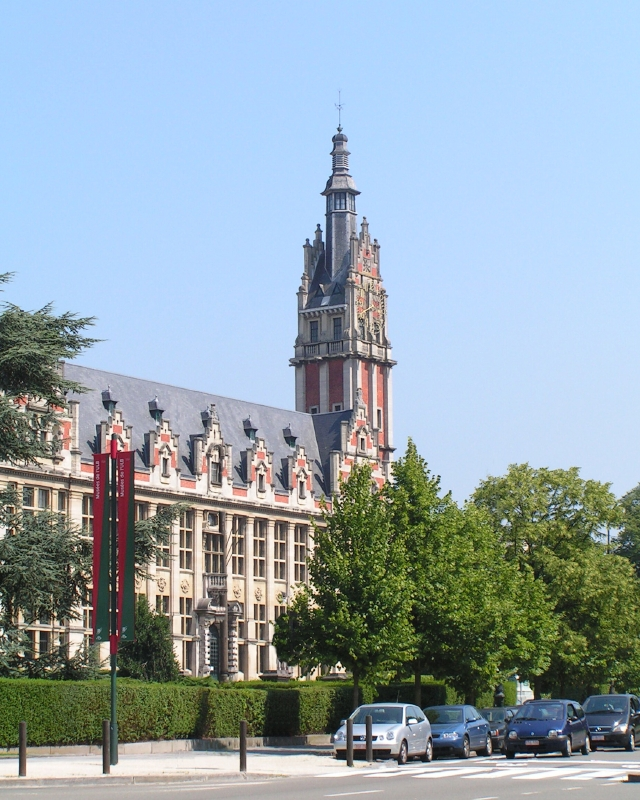

벨기에 브뤼셀 자유 대학교(Université libre de Bruxelles)는 벨기에 브뤼셀에 있는 4년제 사립 대학교이다. 1834년 첫 개교되었다.

## 같이 보기
- 브뤼셀 자유 대학교